# Optický modulátor

Ukázka principu akustooptického modulátoru

Optický modulátor je zařízení používané k modulaci procházejícího svazku světla. Používá se např. v pulzních laserových systémech pro výběr jednoho konkrétního pulzu.
Podle vlastnosti světla, kterou modulátor mění, se rozdělují na amplitudové, fázové, polarizační a další. Jednodušší metoda, oproti použití modulátoru, bývá modulace čerpacího proudu, nicméně v některých případech není možná nebo nemá dostatečné parametry. Tato metoda se nazývá přímá modulace, oproti vnější modulaci, která spočívá ve využití dalšího prvku.
Použití modulátoru vždy rozšiřuje spektrum procházejícího světla nebo vede k čerpu, a není tudíž vždy možné.
Jako optický modulátor se často používá Pockelsova cela (elektrooptická modulace) nebo rozptyl na akustických (zvukových) vlnách (akustooptická modulace).